# スピネロ・アレティーノ
スピネロ・アレティーノ（Spinello Aretino、本名 Spinello di Luca Spinelli、1350年ころ - 1410年ころ）はイタリアの画家である。アレティーノの絵画のスタイルはトスカーナの画家たちに影響を与えた。

## 略歴
トスカーナのアレッツォで生まれた。
16世紀の伝記作家、ジョルジョ・ヴァザーリによれば、フィレンツェから1310年の神聖ローマ帝国皇帝ハインリヒ7世のイタリア侵攻による内乱を逃れてアレッツォに移ってきた家族の出身で、アレッツォの画家、ヤコポ・デル・カセンティーノの弟子になったとされているが、フィレンツェに出自があることやカセンティーノに学んだことなどは現在は疑わしいとされている。トスカーナのカポローナからアレッツォに移ってきた金細工師の息子で、Andrea di Nerio というアレッツォの画家と修行し1370年代には画家として独立していたと考えられている。アレッツォなどの教会で壁画を描いたとされている。
1384年にフィレンツェに移り、フィレンツェで助手とサン・ミニアート・アル・モンテ教会(Basilica di San Miniato al Monte)で聖ベネディクトの生涯を描いた壁画を制作したのをはじめ、ピサのカンポサント(1392-1393)などの壁画を描いた。1407年から1708年の間はシエナのプッブリコ宮殿に教皇アレクサンデル3世の生涯を描いた一連の壁画を描いた。作品はフィレンツェのアカデミア美術館などに残されている。
その作品のスタイルはジョット(c.1267-1337)に近く、またシエナ派のような装飾的な要素も持つものであったとされる。
息子のパリ・スピネッリ（c.1387-1453）も画家になった。

## 作品

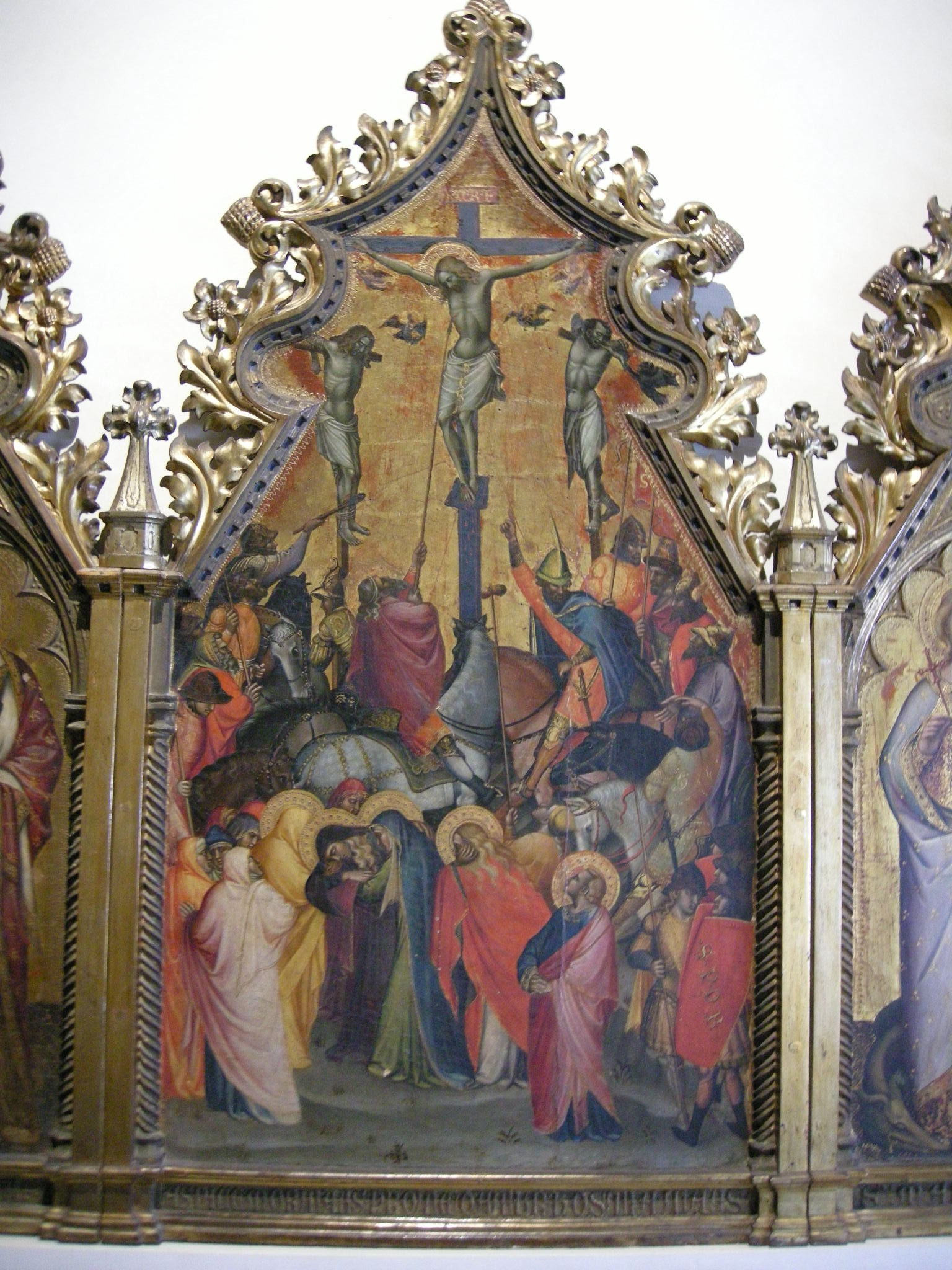
ルッカの美術館（Museo Nazionale di Villa Guinigi）所蔵の三面祭壇画
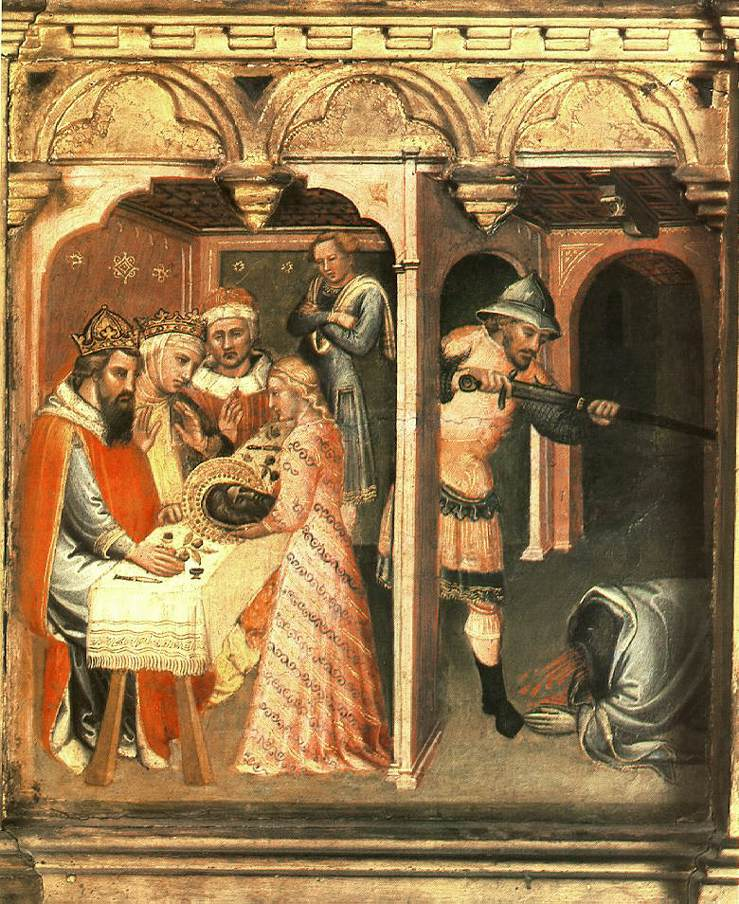
サロメ
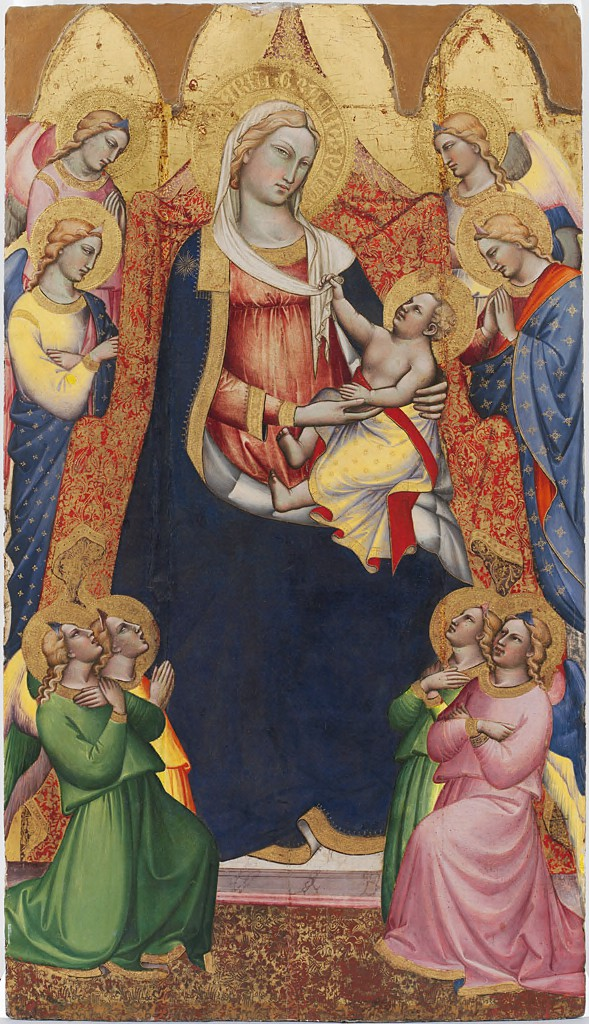
聖母子と天使 フォッグ美術館
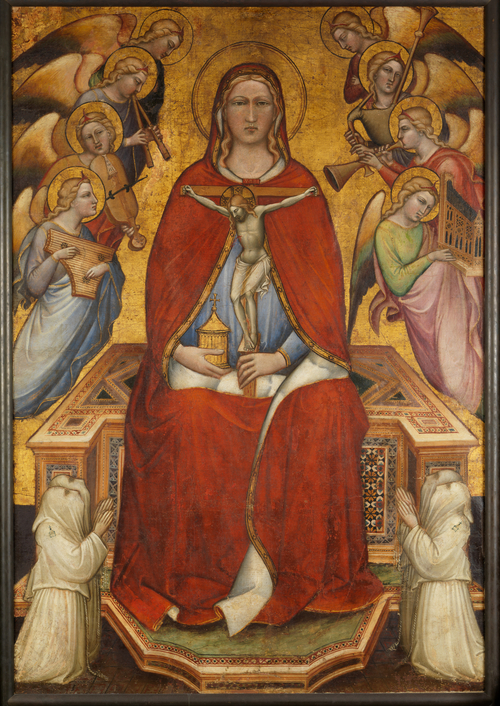
Processional Banner メトロポリタン美術館

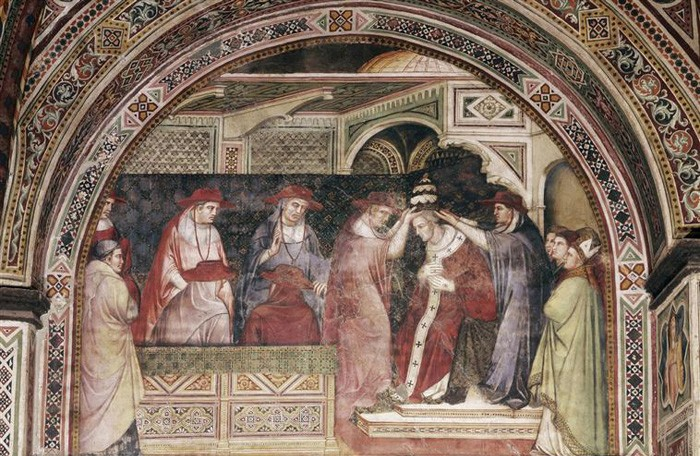
フリードリヒ1世の教皇アレクサンデル3世への服従 プッブリコ宮殿壁画
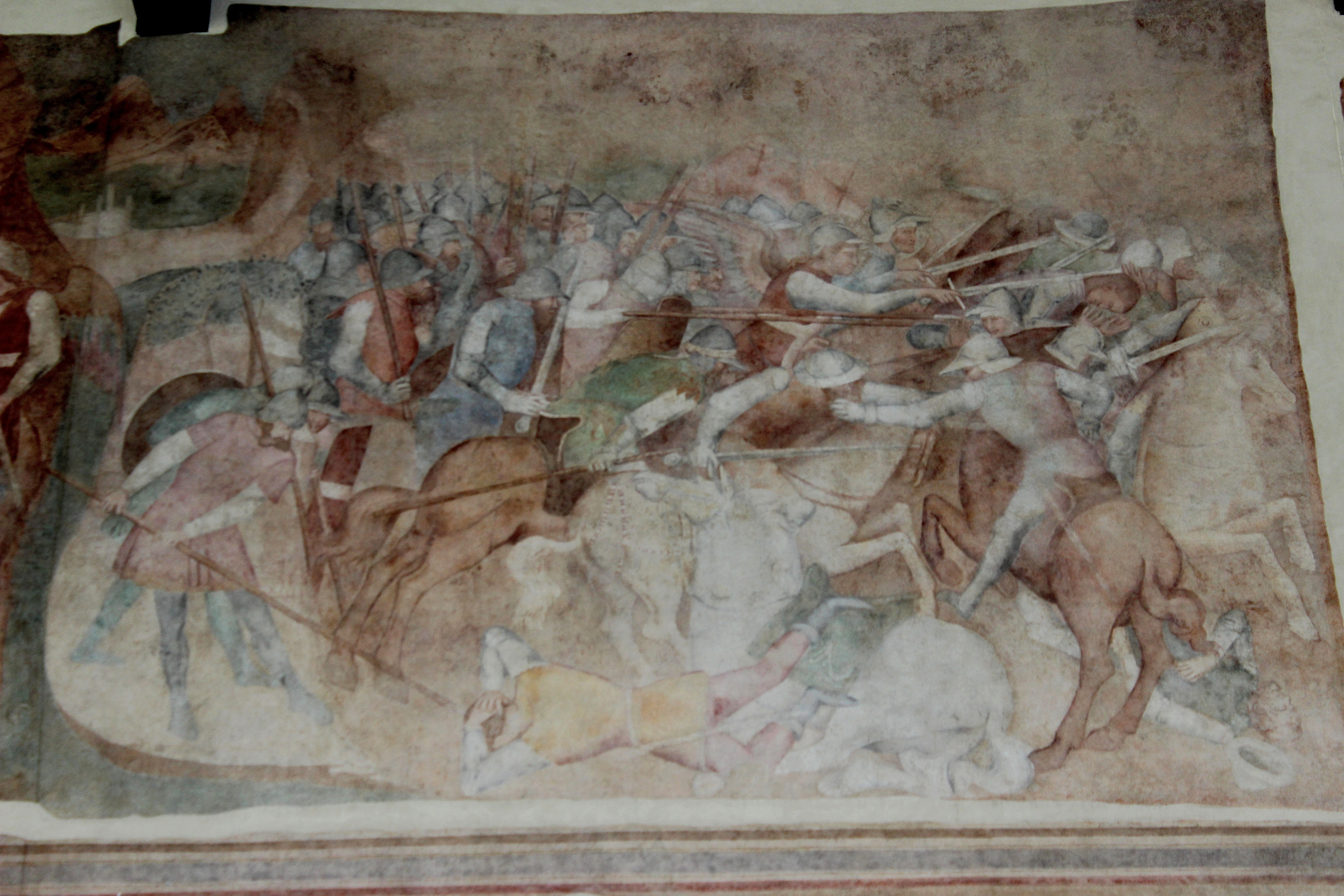
ピサ、カンポサント(Camposanto)壁画
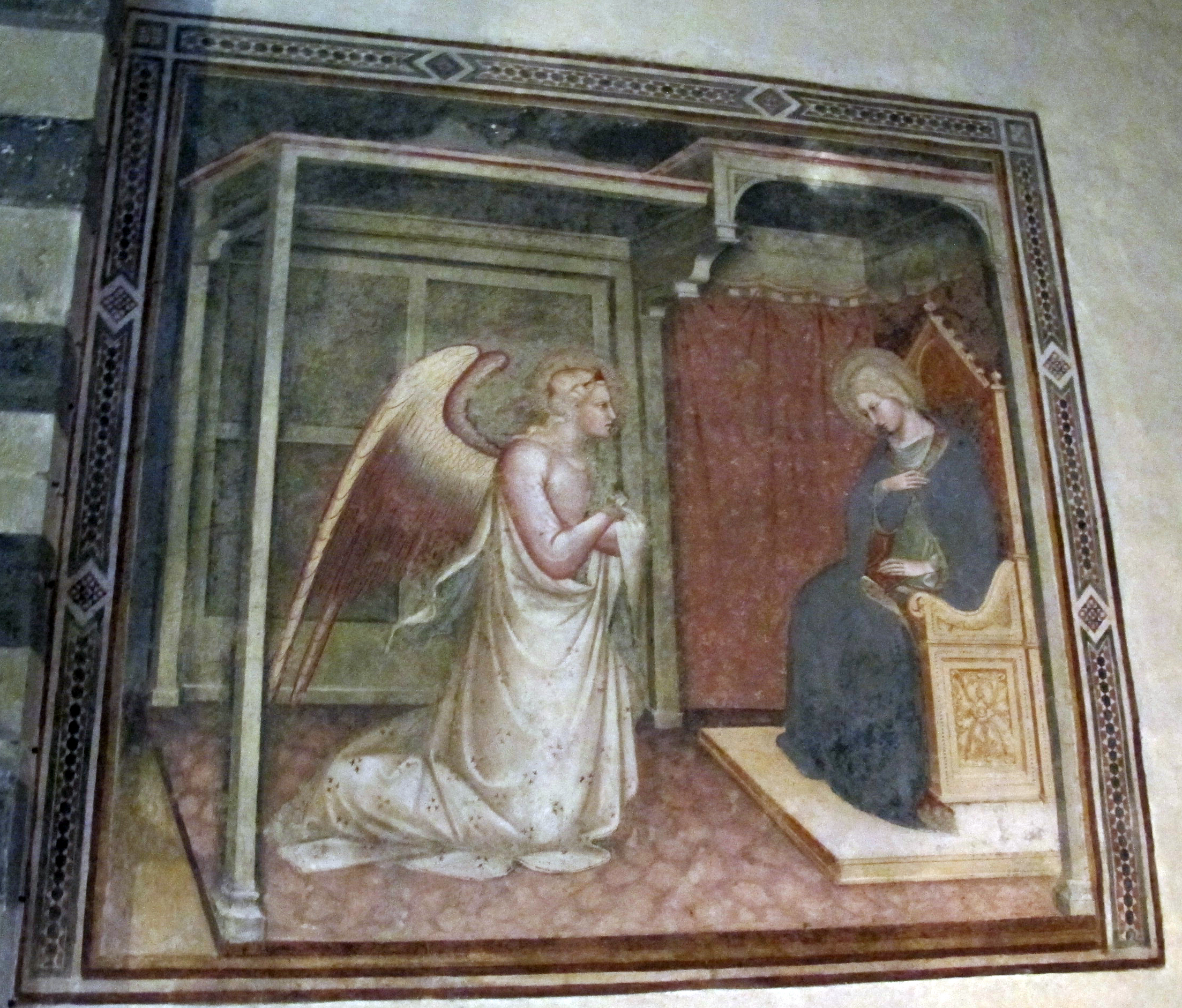
「受胎告知」アレッツォの教会